# Invaliditet
 Denne artikel bør gennemlæses af en person med fagkendskab for at sikre den faglige korrekthed.

Invaliditet vil sige en svækket tilstand, der gør, at man er ude af stand til at fungere i et normalt job. Svækkelsen kan enten være af fysisk eller mental art. Ofte anvender man begreberne handicappethed og invaliditet i flæng, men dette er ukorrekt. Mange handicappede er nemlig – trods deres handicap – i stand til at klare sig glimrende og er placeret i ansvarsfulde og betydningsfulde stillinger (Stephen Hawking). Organisterhvervet er et eksempel på et erhverv, der traditionelt har beskæftiget mange blinde med succes. Den blinde radiomand og forfatter Karl Bjarnhof var en kendt dansk kulturpersonlighed. Den multihandicappede Helen Keller (USA), var et andet eksempel på en handicappet med rimelig succes. 
I dag gør forskellige moderne hjælpemidler sit til at udjævne de praktiske forskelle, der kan være mellem handicappede og ikke-handicappede (blindskrift, lydbøger, høreapparater, læseapparater, "talende" computere, proteser af forskellig slags, avancerede selvkørende kørestole, kunstige nyrer, pacemakere osv. osv.)
Forvirringen omkring de to begreber Invaliditet og handicappethed opstår bl.a., fordi man godt kan være delvis invalideret, forstået på den måde, at godt nok er man i stand til at klare et job, men ikke helt på normale betingelser, eksempelvis på halv tid.
I begge tilfælde sørger det sociale sikkerhedsnet, vi har i Danmark, for, at man trods handicap og invaliditet ikke lider nød, men får en kompensation for sin tab af arbejdsevne – eventuelt i form af såkaldt "førtidspension".
Invaliditetstermen er desuden et forsikringsbegreb samt et retsligt begreb, idet vedkommende der har en invalidepension, i tilfælde af invaliditet får tilkendt erstatningsbeløb, der størrelsesmæssigt er afhængige af det procentisk ansatte tab af arbejdsevne. 
| Lægevidenskab | Spire Denne artikel om lægevidenskab er en spire som bør udbygges. Du er velkommen til at hjælpe Wikipedia ved at udvide den. |